# وال ورد پارک (تگزاس)
وال ورد پارک (به انگلیسی: Val Verde Park) یک منطقهٔ مسکونی در ایالات متحده آمریکا است که در شهرستان وال ورده، تگزاس واقع شده‌است. وال ورد پارک ۲٫۱ کیلومتر مربع مساحت و ۲٬۳۸۴ نفر جمعیت دارد و ۳۲۹ متر بالاتر از سطح دریا واقع شده‌است.